# 久光正郎
久光 正郎（ひさみつ まさお、1948年1月2日 - 2018年3月6日）は、日本の実業家。中部飼料代表取締役社長や、日本飼料工業会会長を務めたが、任期途中で退任し急逝した。

## 人物・来歴
岡山県出身。
1966年、岡山県立勝間田農林高等学校（現 岡山県立勝間田高等学校）卒業。
同1966年、中部飼料入社。1998年中部飼料開発営業部長。2001年中部飼料鹿島工場長兼開発営業部長。2002年中部飼料取締役鹿島工場長。2006年中部飼料取締役岡山工場長兼水島工場長。2008年中部飼料常務取締役岡山工場長兼水島工場長。2010年中部飼料専務取締役飼料本部長兼研究技術部長。2012年中部飼料専務取締役飼料本部長兼営業推進室長。2014年中部飼料専務取締役飼料本部長。2015年中部飼料代表取締役社長。2017年の東京會舘で行われた日本飼料工業会創立60周年の祝賀時に、同会会長に就いたが、同年中部飼料相談役に退き、2018年に急性白血病のため死去した。70歳没。名古屋マリオットアソシアホテル16階タワーズボールルームでお別れの会が執り行われた。